# Detroit Electric Car Company

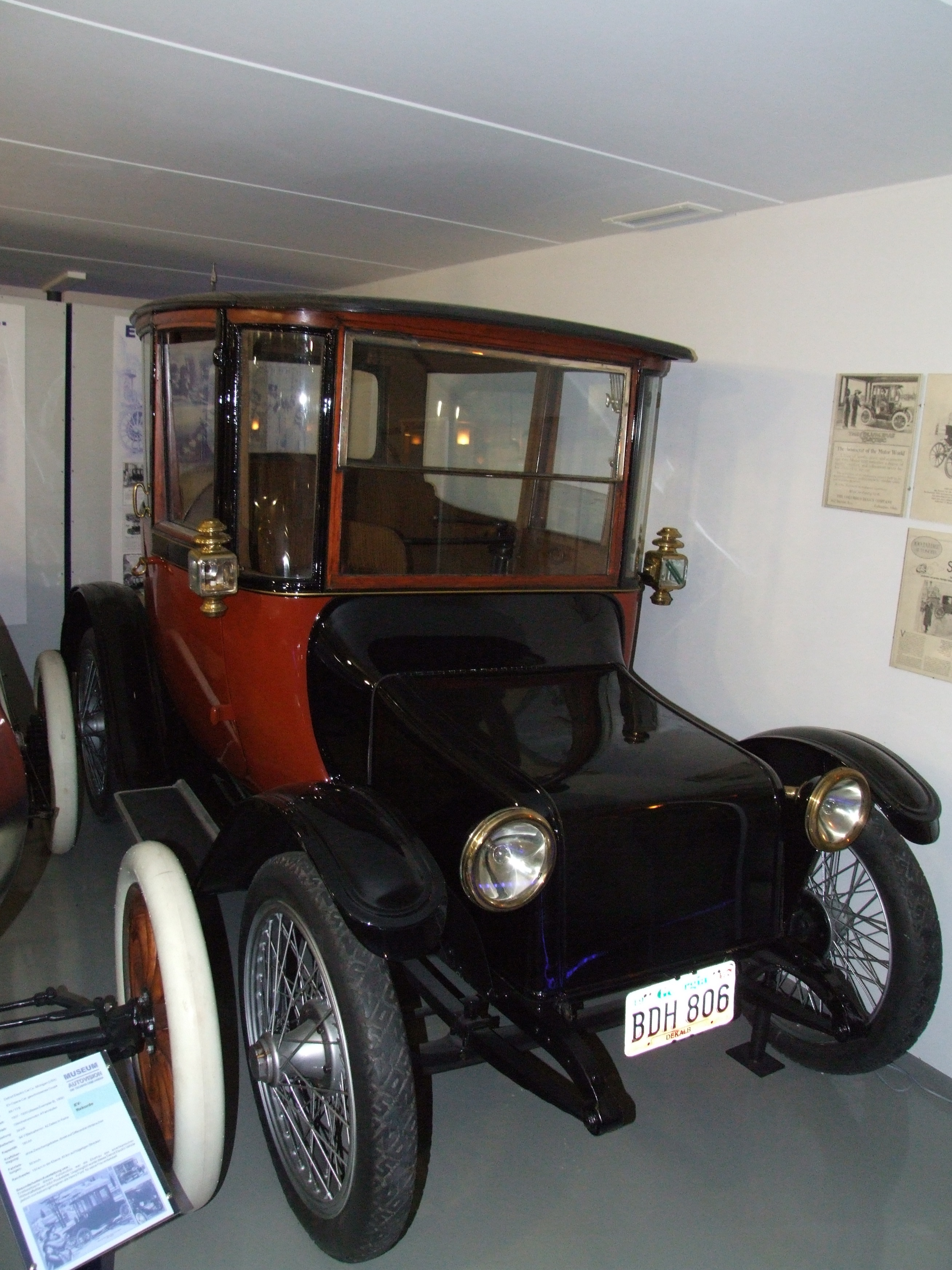
EV-Opera-Car, Modell 68/17 B, Detroit Electric, Michigan (USA), Baujahr 1909, Bauzeit 1907–1930, 55 km/h, Gleichstrommotor 4 Fahrstufen, 39 kW, Bleiakkumulator: 42 Zellen in Reihe, 94 Volt, Kapazität: 180 Ah = 16,92 kWh, Kraftübertragung direkt auf Hinterachse

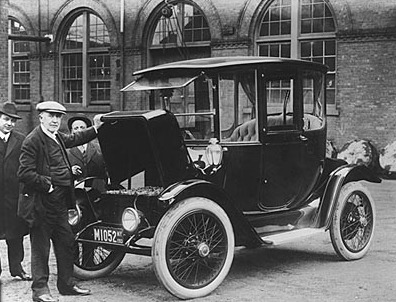
Thomas Edison und ein Detroit Electric von 1917, Modell 47, (National Museum of American History)

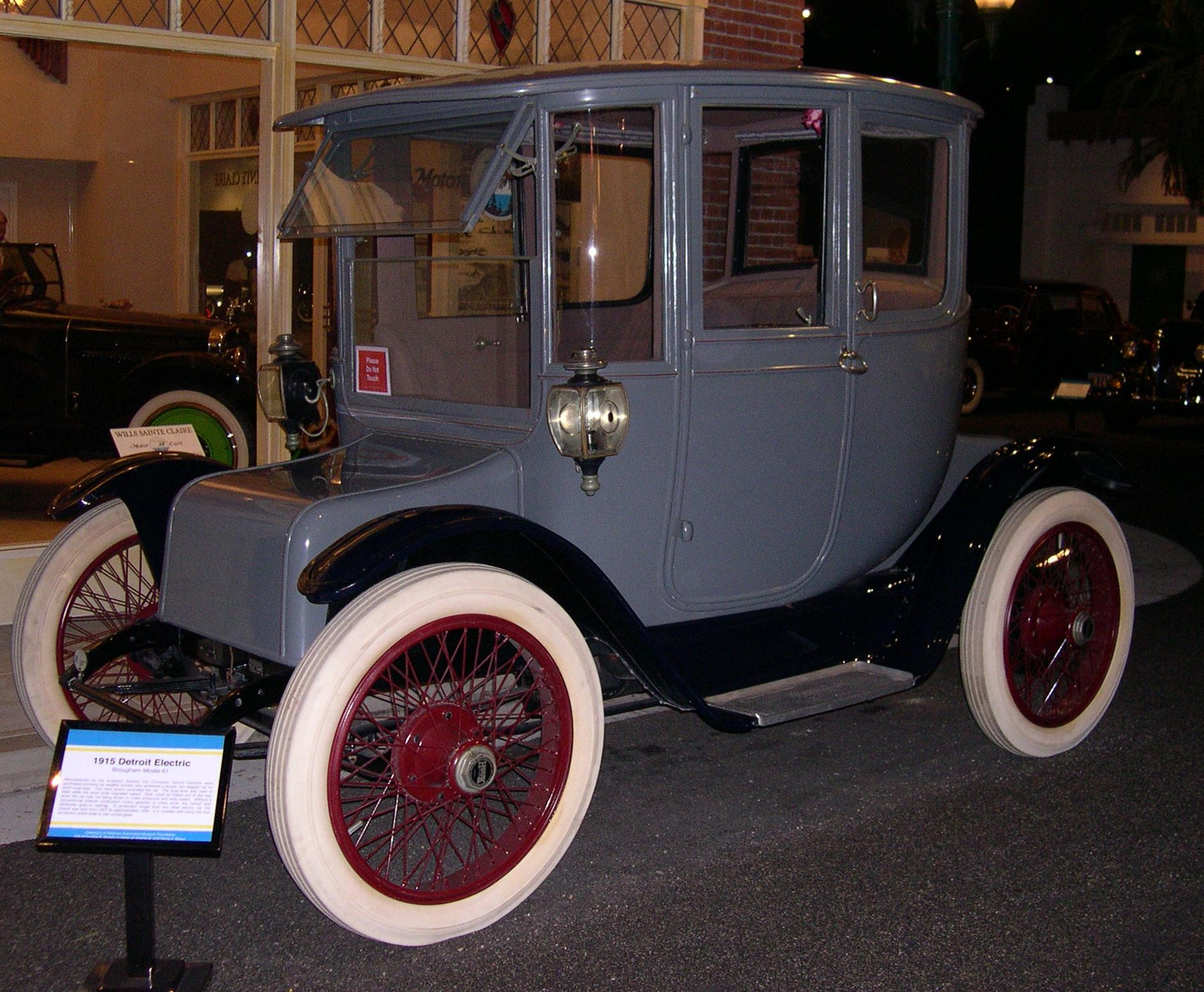
Detroit Electric Brougham von 1915

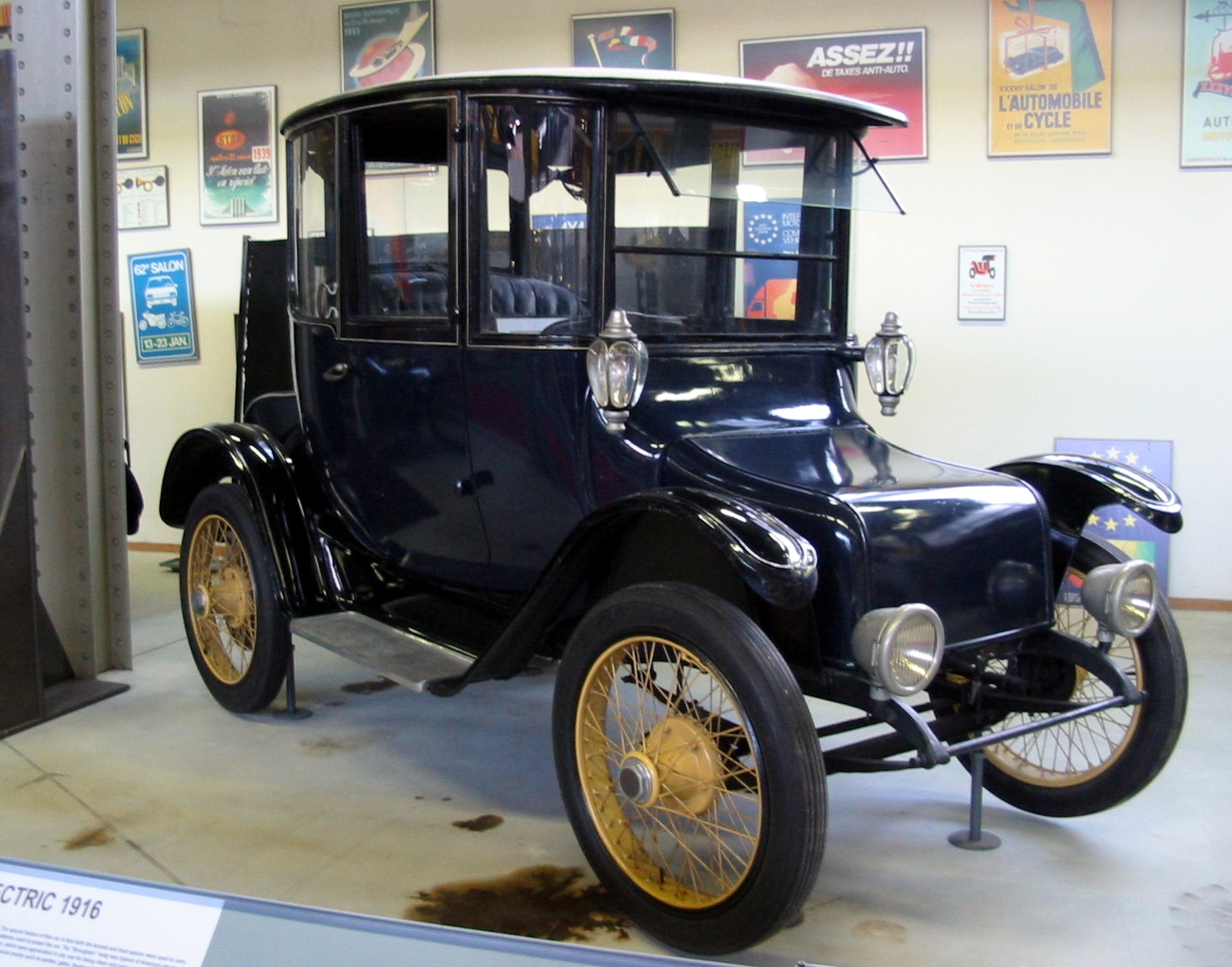
Detroit Electric von 1916 im Autoworld Museum, Brüssel

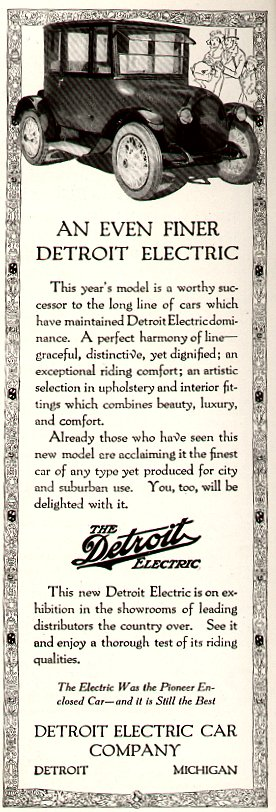
Anzeige von 1920

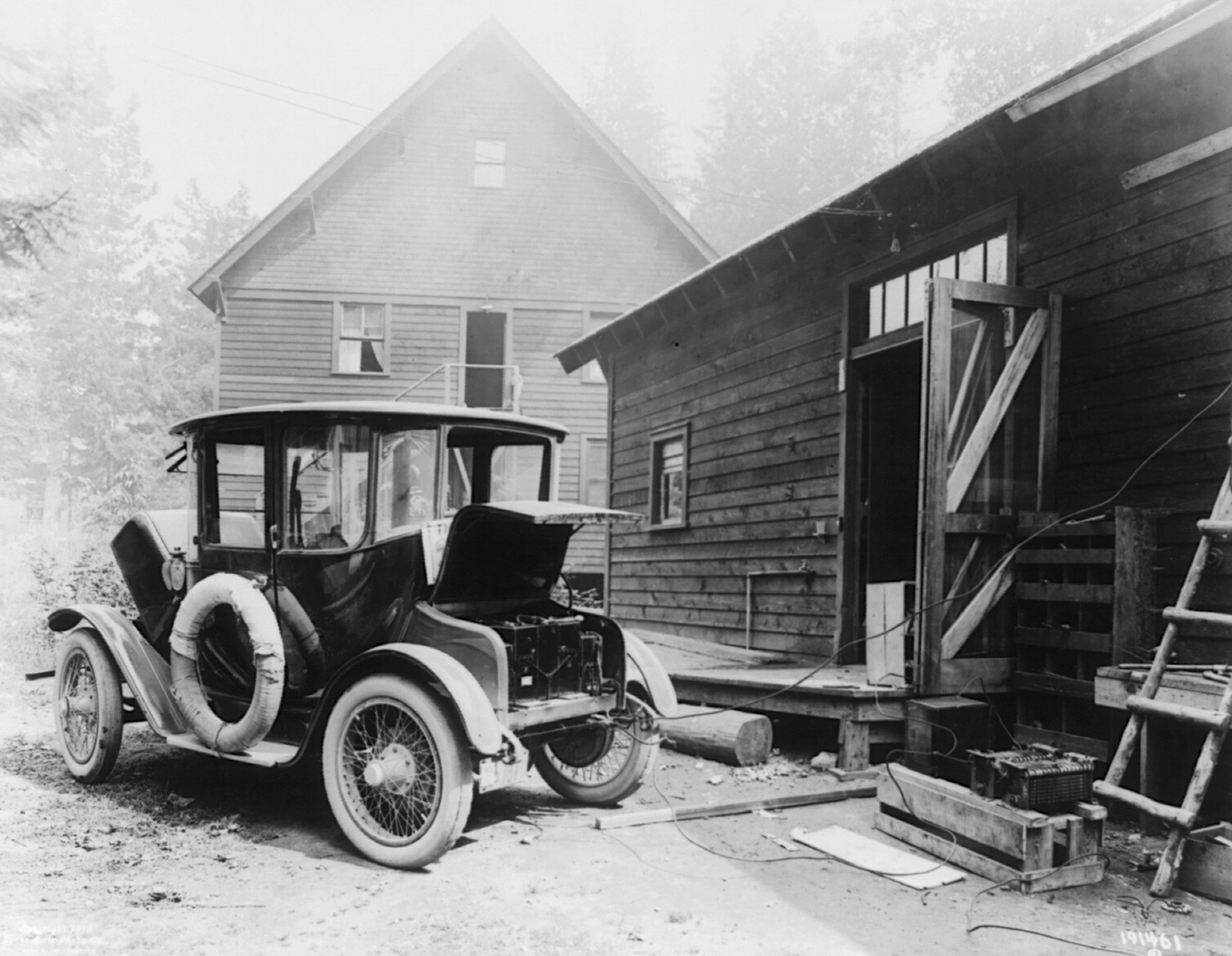
Detroit Electric beim Aufladen

Detroit Electric Car Company, vorher Anderson Carriage Company und Anderson Electric Car Company, war ein US-amerikanischer Automobilhersteller. Der Markenname lautete Detroit Electric.
Ab den 2000er Jahren verwendeten andere Unternehmen den gleichen Markennamen.

## Geschichte

### Pferdewagen ab 1884
William C. Anderson gründete 1884 in Port Huron in Michigan die Anderson Carriage Company. Er stellte bis 1911 Pferdekarren und Pferdewagen her. 1885 verlagerte er den Unternehmenssitz nach Detroit, ebenfalls in Michigan.

### Elektroautos ab 1907
Die Produktion von Elektroautos begann nach Vorbereitungen im Jahr 1906 im Jahr 1907. Die Lieferung des ersten Autos erfolgte am 30. September 1907, neun weitere wurden bis zum Jahresende gebaut. Das Modell C war ein zweisitziges Coupé, das Modell D war der viersitzige Brougham und 1908 folgte das Modell L als Roadster. Das meistverkaufte Modell der Firma war aber ein einsitziges Pferdegespann, das für 25 Dollar verkauft wurde, während der Elektrowagen Brougham 2500,– Dollar kostete.
1909 kaufte Anderson 92 % der Aktien der Elwell-Parker Electric Co. und sicherte sich damit die exklusiven Rechte am Elektromotor.
1911 erfolgte die Umfirmierung in Anderson Electric Car Company.
Die Wagen wurden durch Bleiakkumulatoren mit Strom versorgt. Für zusätzlich 600 Dollar konnte in den Jahren 1911 bis 1916 ein Edison-Nickel-Eisen-Akkumulator erworben werden.
In der Werbung wurde die Reichweite mit einer Batterieladung mit 80 Meilen (130 km) angegeben, jedoch wurden in Tests Reichweiten bis 211,3 Meilen (340,1 km) mit einer Ladung erzielt. Die Wagen erreichten zunächst etwa eine Spitzengeschwindigkeit von 20 Meilen/h (32 km/h), was aber für den Stadtverkehr als ausreichend betrachtet wurde.
Die Anderson Electric Car Company verwendete als erste Firma gebogenes Glas für die Windschutzscheibe, damals schwierig und teuer in der Herstellung.

### Erfolg in den 1910er-Jahren
Die Produktion erreichte ihren Höhepunkt in den 1910er Jahren mit 1000 bis 2000 Autos pro Jahr.
Gegen Ende des Jahrzehnts der Elektrofahrzeuge, das durch den Fortschritt der Verbrennungsmotoren eingeleitet wurde, halfen die hohen Preise für Benzin während des Ersten Weltkriegs den Elektroautos. 
1919 wurde die Firmierung in Detroit Electric Car Company geändert, als die Autoherstellung von der Pferdewagenherstellung, die Teil der Firma Murray Body wurde, und dem Motorgeschäft Elwell-Parker getrennt wurde.
Als die Verbrennungsmotoren in den 1920ern die Oberhand gewannen, sank der Verkauf von Autos der Detroit Electric, aber das Unternehmen blieb im Geschäft bis zur Weltwirtschaftskrise von 1929.
Von 1910 bis 1916 wurden auch Elektro-LKW hergestellt.

### Letzte Jahre bis 1939/41
Das Unternehmen ging bankrott, wurde aber aufgekauft und produzierte einige Jahre jeweils auf Bestellung eine kleine Anzahl von Autos. Der letzte Detroit Electric wurde am 23. Februar 1939 fertiggestellt. ,
1941 wurde Detroit Electric aufgelöst. Insgesamt wurden 12.348 Autos und 535 LKW hergestellt. Andere Quellen nennen zwischen 35.000 und 37.000 Fahrzeuge.

## Prominente Besitzer
Zu den bekannten Besitzern von Detroit-Electric-Autos gehörten Thomas Edison, Charles Proteus Steinmetz und John D. Rockefeller, Jr., die das Modell 46 Roadster fuhren. Clara Ford, die Ehefrau von Henry Ford, fuhr einen Detroit Electric ab 1908, als Henry ihr ein Modell C Coupé mit einem zusätzlichen Kindersitz kaufte. Ihr drittes Auto war ein 1914 Modell 47 Brougham. Einen Detroit Electric besaßen außerdem Fords Führungskräfte Henry Couzens und Harold Wills (später Gründer der Marke Wills Sainte Claire) und die Leiter bedeutender Automobilfirmen wie Henry Joy (Packard), Wilfred Leland (Cadillac, Lincoln), George Dunham (Chalmers), Walter Drake (Hupmobile), Frank Duryea (Duryea und Stevens-Duryea) und Howard Marmon (Marmon).
Darüber hinaus fährt auch die Comicfigur Dorette Duck, die Großmutter der Donald Duck Comics, einen Detroit Electric. Autos von Detroit Electric können in verschiedenen Museen besichtigt werden, z. B. im belgischen Autoworld Museum in Brüssel, im Museum Autovision in Altlußheim, im Automuseum Melle in Melle und im Technik-Museum Speyer.

## Übersicht über Pkw-Marken aus den USA, die mitDetroitbeginnen
| Marke            | Hersteller                         | Vermarktungsbeginn | Vermarktungsende | Ort, Bundesstaat   |
| ---------------- | ---------------------------------- | ------------------ | ---------------- | ------------------ |
| Detroit          | Detroit Automobile Company         | 1899               | 1901             | Detroit, Michigan  |
| Detroit          | Wheeler Manufacturing Company      | 1904               | 1904             | Detroit, Michigan  |
| Detroit          | Detroit Motor Chassis Company      | 1912               | 1912             | Detroit, Michigan  |
| Detroit          | Detroit Motor Wagon Company        | 1912               | 1912             | Detroit, Michigan  |
| Detroit          | Detroit Cyclecar Company           | 1913               | 1914             | Detroit, Michigan  |
| Detroit          | Detroit Chassis Company            | 1915               | 1917             | Detroit, Michigan  |
| Detroit Electric | Detroit Electric Car Company       | 1907               | 1939             | Detroit, Michigan  |
| Detroit Taxicab  | Detroit Taxicab & Transfer Company | 1914               | 1915             | Detroit, Michigan  |
| Detroit-Dearborn | Detroit-Dearborn Motor Car Company | 1909               | 1910             | Dearborn, Michigan |

## 2000er Jahre

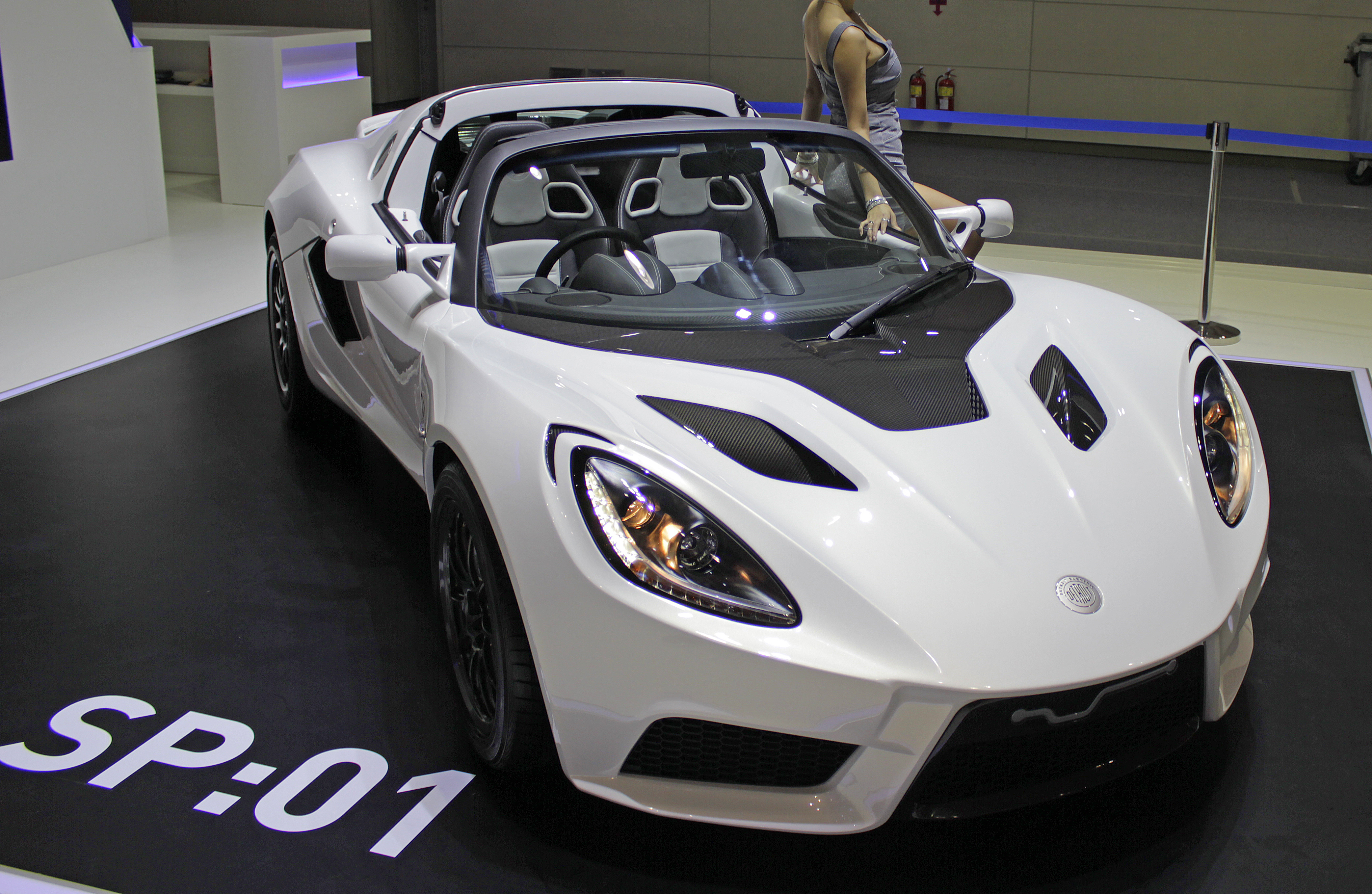
Detroit Electric SP01 (2015)

Im Jahr 2007 wurde der Markenname von der Jinhua Youngman Vehicle Co. Ltd. gekauft. Es entstand der Detroit Electric e63, welcher zusammen mit Lotus und Proton entwickelt wurde.
2008 kaufte Albert Lam, ein früherer CEO der Lotus Engineering Group und Executive Director von Lotus Cars of England die Marke. 2013 wurde der Sportwagen Detroit Electric SP.01 vorgestellt.